# Бејсајд (Тексас)
Бејсајд (енгл. Bayside) град је у америчкој савезној држави Тексас. По попису становништва из 2010. у њему је живело 325 становника.

## Демографија
Према попису становништва из 2010. у граду је живело 325 становника, што је 35 (9,7%) становника мање него 2000. године.
| Група             | 2000.       | 2010.       |
| Белци             | 252 (70,0%) | 223 (68,6%) |
| Афроамериканци    | 7 (1,9%)    | 2 (0,6%)    |
| Азијати           | 0 (0,0%)    | 4 (1,2%)    |
| Хиспаноамериканци | 99 (27,5%)  | 90 (27,7%)  |
| Укупно            | 360         | 325         |